# Robert Costa (Fußballspieler)
Robert Costa Ventura (* 6. Juni 1994 in Girona) ist ein spanischer Fußballspieler.

## Vereinskarriere
Costa startete seine Karriere bei der Jugendabteilung von FC Girona und wechselte 2006 im Alter von zwölf Jahren in die Jugendabteilung des FC Barcelona, wo er bis 2013 die Jugendmannschaften durchlief.
Ab der Saison 2013/14 war Costa fester Bestandteil des Kaders der zweiten Mannschaft von Barca, des FC Barcelona B. Nach dem ersten Saisonspiel, bei dem er nicht im Kader stand, wurde er am 16. August 2013 zum FC Badalona in Segunda División B ausgeliehen, um Spielpraxis zu sammeln. Sein Debüt für CF Badelona gab er beim 2:0-Sieg gegen CD Alcoyano am 20. Oktober 2013. Bis zum Leihende am Saisonende 2013/14 absolvierte er weitere 13 Spiele.
Zur Saison 2014/15 kehrte Costa wieder zurück zum FC Barcelona B und durfte beim 4:1-Sieg gegen Real Saragossa am 7. September geben sein Debüt für den FC Barcelona B geben.
Zur Saison 2016/17 wechselte Costa in die zweite Mannschaft von Celta Vigo.